# Белаши (Ровненская область)
Белаши (укр. Білаші) — село, входит в Бережницкий сельский совет Дубровицкого района Ровненской области Украины.
Население по переписи 2001 года составляло 34 человека. Почтовый индекс — 34164. Телефонный код — 3658. Код КОАТУУ — 5621880603.

## Местный совет
34164, Ровненская обл., Дубровицкий р-н, с. Бережница, ул. Центральная, 10.